# Kristián Kudroč
Kristián Kudroč (né le 21 mai 1981 à Michalovce en Tchécoslovaquie) est un joueur professionnel de hockey sur glace slovaque. Il évolue au poste de défenseur.

## Biographie

### Carrière en club
Kudroč commence sa carrière senior avec son club formateur du HK Dukla Michalovce en 1997. Il est choisi par les Remparts de Québec en deuxième position lors de la sélection européenne 1999 de la Ligue canadienne de hockey. Il part alors en Amérique du Nord et débute dans la Ligue de hockey junior majeur du Québec. L'année suivante, il commence sa carrière professionnelle avec les Vipers de Détroit de la LIH. Parallèlement, il découvre la Ligue nationale de hockey avec le Lightning de Tampa Bay. En 2001, Kudroč joue encore 2 matchs de plus avec le Lightning, mais est assigné également dans la Ligue américaine de hockey avec les Falcons de Springfield et les Phantoms de Philadelphie. Les Falcons sont la seule équipe du slovaque en 2002-2003. L'année suivante est marquée par le retour dans la LNH pour 2 matchs seulement avec l'autre équipe de Floride, les Panthers, le reste de la campagne est disputée avec une équipe de la ligue américaine, le Rampage de San Antonio. Kudroč se joint dès l'année suivante dans la LNAH chez le Radio X de Québec. Cependant, il partage sa saison avec une équipe de deuxième division suédoise, le Hammarby IF. En 2005, il commence à jouer en Finlande pour le SaiPa Lappeenranta puis l'Ilves Tampere avant de se joindre au Södertälje SK de la Elitserien après, ce fut le tour du Brynäs IF et des Frölunda Indians. Dans cette même année, il joua pour l'Ässät Pori une autre équipe de la SM-liiga.

### Carrière internationale
Il représente la Slovaquie en sélections jeunes.

## Statistiques
| Saison     | Équipe                   | Ligue       |    | Saison régulière | Saison régulière | Saison régulière | Saison régulière | Saison régulière |   | Séries éliminatoires | Séries éliminatoires | Séries éliminatoires | Séries éliminatoires | Séries éliminatoires |
| Saison     | Équipe                   | Ligue       | PJ | B                | A                | Pts              | Pun              | PJ               | B | A                    | Pts                  | Pun                  |                      |                      |
| 1997-1998  | HK Dukla Michalovce      | 1.liga      | 4  | 0                | 0                | 0                | 0                |                  |   |                      |                      |                      |                      |                      |
| 1998-1999  | HK Dukla Michalovce      | 1.liga      | 17 | 0                | 3                | 3                | 12               |                  |   |                      |                      |                      |                      |                      |
| 1999-2000  | Remparts de Québec       | LHJMQ       | 57 | 9                | 22               | 31               | 172              | 11               | 2 | 5                    | 7                    | 29                   |                      |                      |
| 2000-2001  | Lightning de Tampa Bay   | LNH         | 22 | 2                | 2                | 4                | 36               | -                | - | -                    | -                    | -                    |                      |                      |
| 2000-2001  | Vipers de Détroit        | LIH         | 44 | 4                | 3                | 7                | 80               | -                | - | -                    | -                    | -                    |                      |                      |
| 2001-2002  | Lightning de Tampa Bay   | LNH         | 2  | 0                | 0                | 0                | 0                | -                | - | -                    | -                    | -                    |                      |                      |
| 2001-2002  | Falcons de Springfield   | LAH         | 55 | 0                | 8                | 8                | 126              | -                | - | -                    | -                    | -                    |                      |                      |
| 2001-2002  | Phantoms de Philadelphie | LAH         | 10 | 0                | 3                | 3                | 14               | 5                | 1 | 1                    | 2                    | 21                   |                      |                      |
| 2002-2003  | Falcons de Springfield   | LAH         | 35 | 0                | 4                | 4                | 58               | -                | - | -                    | -                    | -                    |                      |                      |
| 2003-2004  | Rampage de San Antonio   | LAH         | 47 | 1                | 4                | 5                | 120              |                  | - | -                    | -                    | -                    |                      |                      |
| 2003-2004  | Panthers de la Floride   | LNH         | 2  | 0                | 0                | 0                | 2                |                  | - | -                    | -                    | -                    |                      |                      |
| 2004-2005  | Hammarby IF              | Allsvenskan | 6  | 0                | 2                | 2                | 65               |                  |   |                      |                      |                      |                      |                      |
| 2004-2005  | Radio X de Québec        | LNAH        | 11 | 0                | 2                | 2                | 6                | -                | - | -                    | -                    | -                    |                      |                      |
| 2005-2006  | SaiPa Lappeenranta       | SM-liiga    | 48 | 10               | 12               | 22               | 227              | 7                | 1 | 1                    | 2                    | 29                   |                      |                      |
| 2006-2007  | Ilves Tampere            | SM-liiga    | 37 | 7                | 7                | 14               | 174              | 6                | 1 | 1                    | 2                    | 4                    |                      |                      |
| 2007-2008  | Södertälje SK            | Elitserien  | 51 | 2                | 7                | 9                | 156              | -                | - | -                    | -                    | -                    |                      |                      |
| 2008-2009  | Södertälje SK            | Elitserien  | 52 | 4                | 8                | 12               | 103              | -                | - | -                    | -                    | -                    |                      |                      |
| 2009-2010  | Ässät Pori               | SM-liiga    | 14 | 0                | 7                | 7                | 22               |                  | - | -                    | -                    | -                    |                      |                      |
| 2009-2010  | Brynäs IF                | Elitserien  | 10 | 0                | 0                | 0                | 16               |                  |   |                      |                      |                      |                      |                      |
| 2009-2010  | Vastra Frolunda HC       | Elitserien  | 28 | 1                | 5                | 6                | 76               |                  |   |                      |                      |                      |                      |                      |
| 2010-2011  | Ässät Pori               | SM-liiga    | 52 | 3                | 9                | 12               | 130              | 3                | 1 | 0                    | 1                    | 8                    |                      |                      |
| 2011-2012  | Ässät Pori               | SM-liiga    | 60 | 9                | 18               | 27               | 58               | 4                | 0 | 1                    | 1                    | 12                   |                      |                      |
| 2012-2013  | Sibir Novossibirsk       | KHL         | 49 | 9                | 11               | 20               | 55               | 7                | 3 | 1                    | 4                    | 10                   |                      |                      |
| 2013-2014  | Sibir Novossibirsk       | KHL         | 40 | 5                | 5                | 10               | 92               | -                | - | -                    | -                    | -                    |                      |                      |
| 2013-2014  | Barys Astana             | KHL         | 8  | 0                | 4                | 4                | 6                | 9                | 1 | 2                    | 3                    | 14                   |                      |                      |
| 2015-2016  | HC Plzeň                 | Extraliga   | 21 | 1                | 3                | 4                | 63               | 7                | 0 | 0                    | 0                    | 10                   |                      |                      |
| 2016-2017  | HC Innsbruck             | EBEL        | 8  | 1                | 2                | 3                | 16               | -                | - | -                    | -                    | -                    |                      |                      |
| 2016-2017  | Nottingham Panthers      | EIHL        | 8  | 0                | 3                | 3                | 10               | -                | - | -                    | -                    | -                    |                      |                      |
| Totaux LNH | Totaux LNH               | Totaux LNH  | 26 | 2                | 2                | 4                | 38               |                  |   |                      |                      |                      |                      |                      |